# The Daily Wire
The Daily Wire is een Amerikaans mediabedrijf, dat in 2015 werd opgericht door politiek commentator Ben Shapiro en voormalig filmregisseur Jeremy Boreing. Het bedrijf heeft een conservatieve signatuur. Volgens factcheckers worden verhalen soms aangedikt om in lijn te liggen met het karakter van de organisatie of gebaseerd op niet te verifiëren informatie. Sinds 2018 is The Daily Wire een van de meest populaire mediabedrijven op Facebook. Anno 2022 heeft het 890.000 betalende abonnees.

## Producties
Naast tekstuele producties op de nieuws- en opiniewebsite publiceert het bedrijf ook podcasts. Onder meer Matt Walsh, Candace Owens, Brett Cooper en Jordan Peterson hebben hun eigen shows (gehad).
In juni 2022 werd streamingsdienst DailyWire+ gelanceerd, waarop tegen betaling films en series te zien zijn. Het bedrijf bezit de videorechten van PragerU en maakt eigen content, waartoe onder meer de documentaire What Is a Woman? behoort.
Het gratis toegankelijke YouTube-kanaal, dat ook DailyWire+ heet, had in augustus 2022 ongeveer 2.850.000 abonnees.